# پیتر یکم کورتنی
پیتر یکم کورتنی (انگلیسی: Peter I of Courtenay)، ششمین پسر لوئی ششم از دومین همسرش آدلاید و همچنین پدر پیتر دوم، امپراتور لاتین قسطنطنیه بود.